# Запомни (ТВ сериал)
Запомни (на корейски: 리멤버 - 아들의 전쟁, на английски: Remember: War of the Son) е южнокорейски трилър сериал с участието на Ю Сънг Хо, Пак Сонг Унг, Пак Мин-йонг и др. Излъчва се по SBS от 9 декември 2015 г. до 18 февруари 2016 г. в продължение на 20 епизода.
Актьорската игра на Ю Сънг Хо в този сериал му печели приза за „най-добър актьор в драма“ (Excellence Award, Actor in a Genre Drama) на наградите на SBS за 2016, както и номинация за „изключителни актьорски постижения“ (Top Excellence Award) на 9-тите Корейски награди за драма.

## Сюжет
Со Джин У (Ю Сънг Хо) притежава супер памет (специално състояние, наречено хипертимезия), която му позволява да помни всеки ден с перфектни детайли. От дете живее само с баща си, след като майка му и брат му загиват в автомобилна катастрофа. Баща му Со Дже Хьок развива болестта на Алцхаймер, което го кара да загуби паметта си. По стечение на обстоятелствата Дже Хьок е несправедливо осъден на смърт за убийство, извършено от богатия наследник на „Ил Хо Груп“. Джин У се обръща за помощ към Пак Донг Хо, адвокат със 100% успеваемост в съда, известен със защитата на богати и могъщи, независимо дали са виновни или невинни. Въпреки че първоначално поема случая на баща му, точно в решаващия момент той се отказва от защитата, под натиска на „Ил Хо Груп“. Тогава Джин У се заклева да стане адвокат и да докаже невинността на баща си.
Четири години по-късно, използвайки превъзходната си памет, Джин У успява да се превърне в най-младия адвокат в Южна Корея, решен да вкара истинските престъпници зад решетките.
До него е И Ин А (Пак Мин Йонг), приятелка на Джин У, която единствена вярва, че баща му е невинен и безусловно го подкрепя в трудните моменти. За да се бори за бащата на приятеля си, тя става прокурор. Двамата обединяват сили в битката.
Но подкупите, корупцията и предателството няма да им позволят лесен път към правосъдието. Предстои им трудна надпревара не само с времето до изпълнение на смъртната присъда, но и с паметта на Джин У, който също развива Алцхаймер и спомените му започват да се стопяват.

## Актьорски състав
- Ю Сънг Хо – Со Джин У
- Пак Сонг Унг – Пак Донг Хо
- Пак Мин Йонг – И Ин А
- Намкунг Мин – Нам Гю Ман, наследник на „Ил Хо Груп“
- Чонг Хье Сонг – Нам Йо Кьонг
- Чон Куанг Рьол – Со Дже Хьок
- Хан Джин Хи – Нам Ил Хо
- И Ши Он – Ан Су Бум
- И Уон Джонг – Сук Джу Ил
- Ким Джин У – Канг Сук Гю
- Сонг Йонг Гю – Так Йонг Джин
- Ким Джи Хун – Пьон Санг Хо
- Шин Дже Ха – Сол Мин Су
- И Чонг Ън – Йон Бо Ми